# Хјурон Ист
Хјурон Ист (енгл. Huron East) је општина у Канади у покрајини Онтарио. Према резултатима пописа 2011. у општини је живело 9.264 становника.

## Становништво
Према резултатима пописа становништва из 2011. у граду је живело 9.264 становника, што је за 0,5% мање у односу на попис из 2006. када је регистровано 9.310 житеља.
| 2006. | 2011. |
| ----- | ----- |
| 9.310 | 9.264 |